# Шоні (округ Гамільтон, Огайо)
Шоні (англ. Shawnee) — переписна місцевість (CDP) в США, в окрузі Гамільтон штату Огайо. Населення — 747 осіб (2020).

## Географія
Шоні розташоване за координатами 39°8′23″ пн. ш. 84°46′40″ зх. д. / 39.13972° пн. ш. 84.77778° зх. д. (39.139668, -84.777755).  За даними Бюро перепису населення США в 2010 році переписна місцевість мала площу 18,00 км², з яких 16,62 км² — суходіл та 1,37 км² — водойми.

## Демографія
Згідно з переписом 2010 року, у переписній місцевості мешкали 724 особи в 282 домогосподарствах у складі 210 родин. Густота населення становила 40 осіб/км².  Було 313 помешкання (17/км²).
Расовий склад населення:
| - 96,8 % — білих - 0,7 % — корінних американців - 0,4 % — чорних або афроамериканців |

До двох чи більше рас належало 1,9 %. Частка іспаномовних становила 0,6 % від усіх жителів.
За віковим діапазоном населення розподілялося таким чином: 20,7 % — особи молодші 18 років, 61,8 % — особи у віці 18—64 років, 17,5 % — особи у віці 65 років та старші. Медіана віку мешканця становила 46,4 року. На 100 осіб жіночої статі у переписній місцевості припадало 101,1 чоловіків;  на 100 жінок у віці від 18 років та старших — 95,2 чоловіків також старших 18 років.
Середній дохід на одне домашнє господарство  становив 64 516 доларів США (медіана — 62 669), а середній дохід на одну сім'ю — 68 766 доларів (медіана — 72 596). За межею бідності перебувало 16,3 % осіб, у тому числі 36,3 % дітей у віці до 18 років та 40,8 % осіб у віці 65 років та старших.
Цивільне працевлаштоване населення становило 516 осіб. Основні галузі зайнятості: освіта, охорона здоров'я та соціальна допомога — 25,0 %, оптова торгівля — 11,6 %, виробництво — 11,4 %.